# درجة حرارة لونية

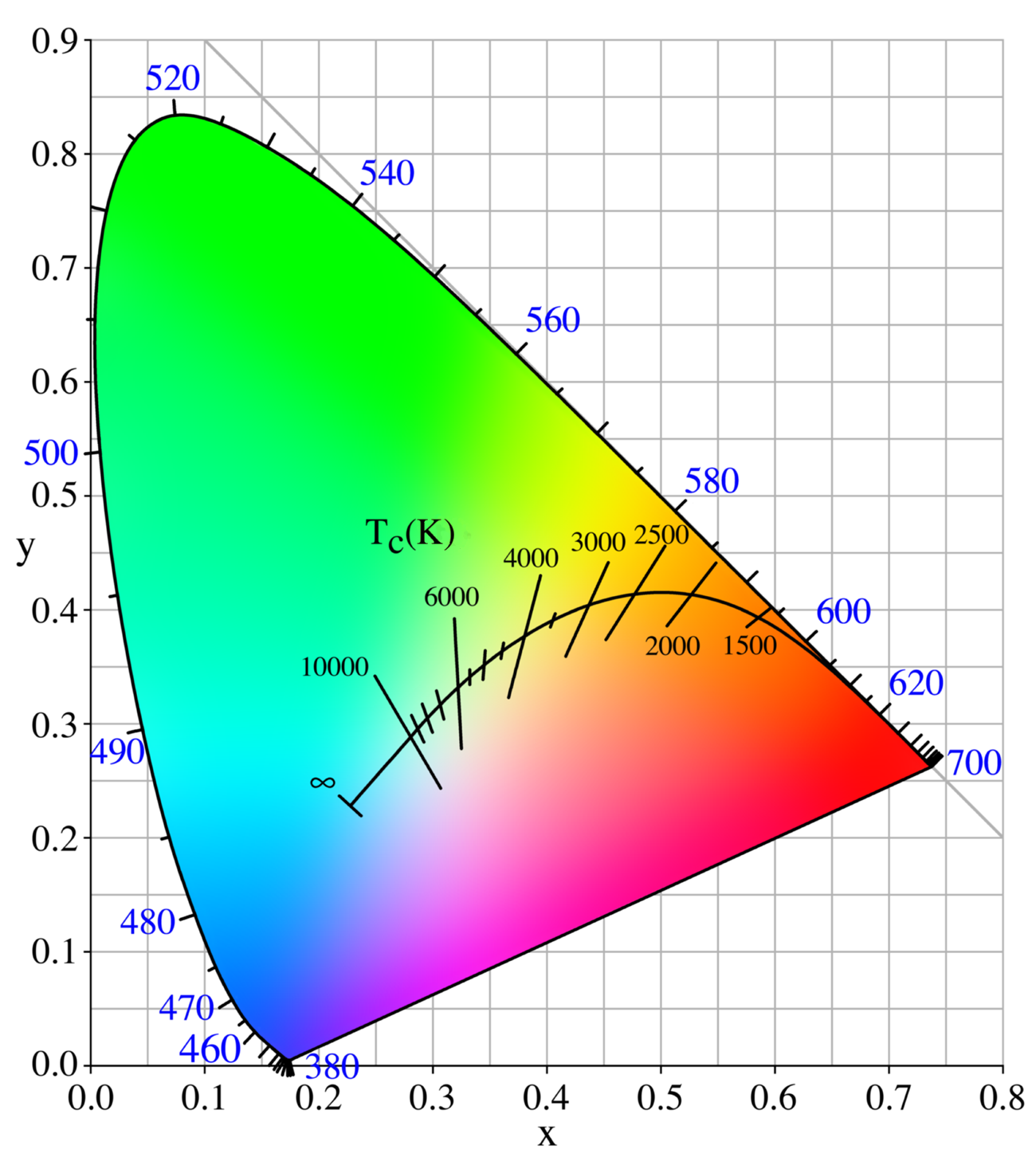
الخارطة اللونية CIE 1931 في الإحداثيات xوy ومنحنى درجات الحرارة على مستوى الألوان

درجة حرارة لونية (بالإنجليزية: Color temperature)‏: هي مفهوم فيزيائي للجسم الأسود المشع المثالي يمكن استخدامها لوصف هيئة المنبع الضوئي. ومن الصعب جداً الحصول على هذا المشع المثالي، ولكن توزع القدرة النظري في المنطقة المرئية من الطيف ولونيته (Chromaticity) يمكن حسابها من أجل درجة حرارة محددة باستخدام قانون بلانك للإشعاع. وتعرف درجة الحرارة اللونية بدرجة الحرارة لجسم أسود مشع مثالي له نفس لونية المنبع الضوئي.
إن مفهوم درجة الحرارة اللونية يجب أن يطبق فقط على المنابع الضوئية التي يكون توزيع القدرة الطيفية لها مشابهًا لتوزيع الجسم الأسود المشع المثالي، وهو شرط غير موجود إلا في حالة المصابيح المتوهجة كمنابع ضوئية. ضوء النهار والضوء الصادر من المنابع الضوئية الفلورية ليس لها لونية تقارب الجسم الأسود المشع عند أي درجة حرارة، ولذلك تعرف بدرجة الحرارة اللونية المترابطة، وهي درجة الجسم الأسود المشع المثالي عندما يكون لونه قريب من لون المنبع.
تقاس درجة الحرارة اللونية عادة بالكلفن. تكون درجات الحرارة اللونية الأعلى (5000 كلفن وما فوق) ألوانا باردة (أزرق مخضر)، في حين تكون الألوان حارة عند درجات الحرارة اللونية الأخفض (2700-3000 كلفن).

## اقرأ أيضا
- توزيع القدرة الطيفية
- منبع ضوئي
- مضياء معياري

## وصلات خارجية
- Charity, Mitchell. ماهو لون الجسم الأسود؟ قيم الفضاء اللوني أحمر أخضر أزرق المتعلقة بالأجسام السوداء بدرجات حرارة مختلفة.
- Lindbloom, Bruce. تطبيق لطريقة روبرتسون في حساب درجة الحرارة اللونية المترابطة للون في الفضاء اللوني س ع ص.